# Feldflieger-Abteilung 5
Feldflieger-Abteilung Nr. 5 – FFA 5 jednostka obserwacyjna i rozpoznawcza lotnictwa niemieckiego Luftstreitkräfte z początkowego okresu I wojny światowej.

## Informacje ogólne
W momencie wybuchu I wojny światowej z dniem 1 sierpnia 1914 roku jako jednostka pomocnicza 5 Armii Cesarstwa Niemieckiego została przydzielono do większej jednostki 2 Kompanii Batalionu Lotniczego Nr.4 (Metz).
Pierwszym dowódcą jednostki został kapitan Werner Kerksieck. W początkowym okresie działalności jednostka była przydzielona do 6 Armii i stacjonowała na lotnisku w Saint-Avold.
11 stycznia 1917 roku jednostka została przeformowana i zmieniona we Fliegerabteilung 5 Lb (FA 5 [Lichtbild]).
W jednostce służyli m.in. Otto Friedrich Hermann Kadelke, Kurt Brecht, Heinrich Bongartz, Rudolf Wendelmuth.

## Dowódcy Eskadry
| Stopień | Nazwisko         | Okres                   |
| ------- | ---------------- | ----------------------- |
| Kapitan | Werner Kerksieck | 01.08.1914 – xx.12.1914 |
|         |                  | xx.12.1914 –            |